# 巴彦淖尔龙属
巴彦淖尔龙（属名：Bayannurosaurus）是一属非鸭嘴龙形类直姆指龙类鸟脚类恐龙，生存于阿普第阶早期的中国巴音戈壁组，由徐星等人于2018年正式命名，属下仅含模式种完美巴彦淖尔龙（Bayannurosaurus perfectus）。系统发育分析显示巴彦淖尔龙较高刺龙更为衍生，较豪勇龙更为原始，正好处在鸭嘴龙形类之外。颅骨长80厘米，使其成为一种中型禽龙类。相比之下，豪勇龙颅骨长67厘米，身长7至8.3米。虽然不精确，但如果将其作为比例尺使用，本属身长将为8.3至10米。属名取自化石发现地巴彦淖尔，种名意指正模标本保存状况完好。

## 发现
2012年10月发现于内蒙古巴彦淖尔市，起初只发现了零星几块骨骼化石，后来一共清理出300多块化石，完整度达95%以上，是中国目前所发现的最完整的禽龙类化石。2018年4月被正式命名为“完美巴彦淖尔龙”。目前展出于内蒙古自然博物馆。